# Brigitte Lahaie
Brigitte Lahaie (Tourcoing, 12 de octubre de 1955) es una presentadora de radio, actriz y antigua actriz pornográfica francesa. Muy joven, empezó su carrera con un papel de poca importancia en África Erótica (1970) y realizó películas pornográficas en los años 1976-1980.

## Comienzos
Brigitte Lahaie nació en Tourcoing, Francia, con el nombre de Brigitte Van Meerhaegue. Hija de un banquero y una representante, comenzó a posar desnuda a la edad de 18 años y debutó en el cine para adultos con Les Plaisirs Fous, después de ver un anuncio en el periódico. Tras unos años dedicada al porno con títulos emblemáticos como Perversion d'une jeune mariée o Je suis à prendre, más tarde se pasó al cine convencional y participó en algunas películas de Jean Rollin y Jesús Franco en títulos como Fascinación o Los depredadores de la noche, aparte de aparecer sin demasiada repercusión junto a Uma Thurman y Maria de Medeiros en Henry & June, de Philip Kaufman, o más adelante en Calvario, de Fabrice Du Welz. Actualmente trabaja para la radio en un programa sobre sexo y ha escrito un libro sobre este mismo tema junto a un cura (que también participa en su programa de radio). Además ha incursionado en la música.

## Carrera
En 1980, en la cima de su popularidad, decidió abandonar el porno para aparecer en películas más tradicionales como I as in Icarus (1980), en la que hacía el papel de estríper, y Pour la peau d'un flic (1981) (Por la piel de un "madero"), donde desempeñaba el rol de una enfermera. Sin embargo, también hizo películas pornográficas "suaves" y de otras temáticas durante esa época.
Al final de su carrera como actriz, se hizo famosa al gran público después de aparecer en el programa de radio Les Grosses Têtes (Las grandes cabezas), retransmitido por la cadena francesa RTL.
También grabó un sencillo llamado Caresse tendresse (Caricia ternura), en un intento de empezar una carrera como solista. No tuvo éxito de crítica ni de público.
Ahora es la anfitriona, en Radio Monte Carlo, de Lahaie, l'Amour et Vous (Lahaie, el amor y vosotros). El programa, que se emite diariamente de 14 a 16 hs, trata sobre diversos temas relacionados con el amor y las relaciones sexuales. También presenta un programa estilo talk-show en una televisora francesa por cable.
Brigitte Lahaie es también una aficionada de la equitación, a raíz de haber visto en su adolescencia la película White Mane.